# 大腸癌
結腸直腸癌（英語：colorectal cancer）又稱結直腸癌、大腸癌，可簡稱腸癌，為源自結腸或直腸（兩者均為大腸的一部分）的癌症。因為細胞不正常的生長，可能侵犯或轉移至身體其他部。症狀可能包括糞便中帶血、排便習慣改變、體重減輕、以及疲倦感。
大部份的大腸癌起因為生活習慣及老化，少部分則因為遺傳疾病。風險因子包括飲食、肥胖、抽煙、運動量不足。增加罹癌風險的飲食包含紅肉或加工肉品、以及酒精。其他風險因子包含發炎性腸道疾病（分為克隆氏症和潰瘍性大腸炎）。某些可能造成大腸癌的遺傳疾病為家族性結直腸瘜肉綜合症和遺傳性非瘜肉症結直腸癌，然而這些遺傳性疾病占大腸癌所有病例中的比例不到5%。大腸癌通常源自良性腫瘤，然而隨時間進展變成惡性腫瘤。
腸癌的診斷可藉由乙狀結腸鏡或大腸鏡檢查切片。接著由影像檢查查看是否轉移。進行大腸癌的篩檢可有效降低死亡率，目前建議50歲以上至75歲規則接受篩檢。阿斯匹靈及其他非類固醇抗發炎藥物可降低罹癌風險，但由於藥物的副作用，目前並不建議常規使用它們來預防大腸癌的發生。
治療方式包括手術、放射線治療、化學治療、及標靶治療或是合併使用以上療法。侷限在腸壁的大腸癌可能藉由手術治癒，然而當癌症已擴散或轉移時則不然，此時則以改善生活品質及症狀為治療目標。在美國，五年存活率約65%，然而主要取決於病人健康狀況與癌症分期，而分期又關係到是否能藉由手術移除。整體來說，大腸癌為第三常見癌症，約占10%。在2012年，有140萬例新診斷的大腸癌，且造成69.4萬人死亡。大腸癌在已開發國家較為常見，占全世界總案例數的65％。而在女性較男性少見。

## 原因
75~95%的大肠癌发病人群没有或少见遗传因素。其他危险因素包括年龄增大、男性、「脂肪」高摄入量（high intake of fat）、酒精或红肉、 加工肉品、肥胖、吸烟和缺乏體能鍛煉。大约10%的病例与缺乏运动有关。饮酒的危害在超过每天一杯后逐步提升。
每天喝5杯水和結腸直腸癌和腺瘤性息肉風險的降低有關。

## 症狀及診斷
結腸癌在早期並無明顯症狀，直到發病中晚期發現為止，許多組織建議定期篩檢疾病，目前檢查直腸癌的方式是利用糞便潛血篩檢和結腸鏡檢查。其症狀有：
- 改變排便習慣
- 便血或直腸出血
- 大便有黏液
- 感覺排便功能不全

香港中文大學發現，透過檢測血液內Mir-92因子的含量，可檢測驗血者是否有大腸癌，準確度達90%，而健康人士的錯誤檢測率亦只有30%。

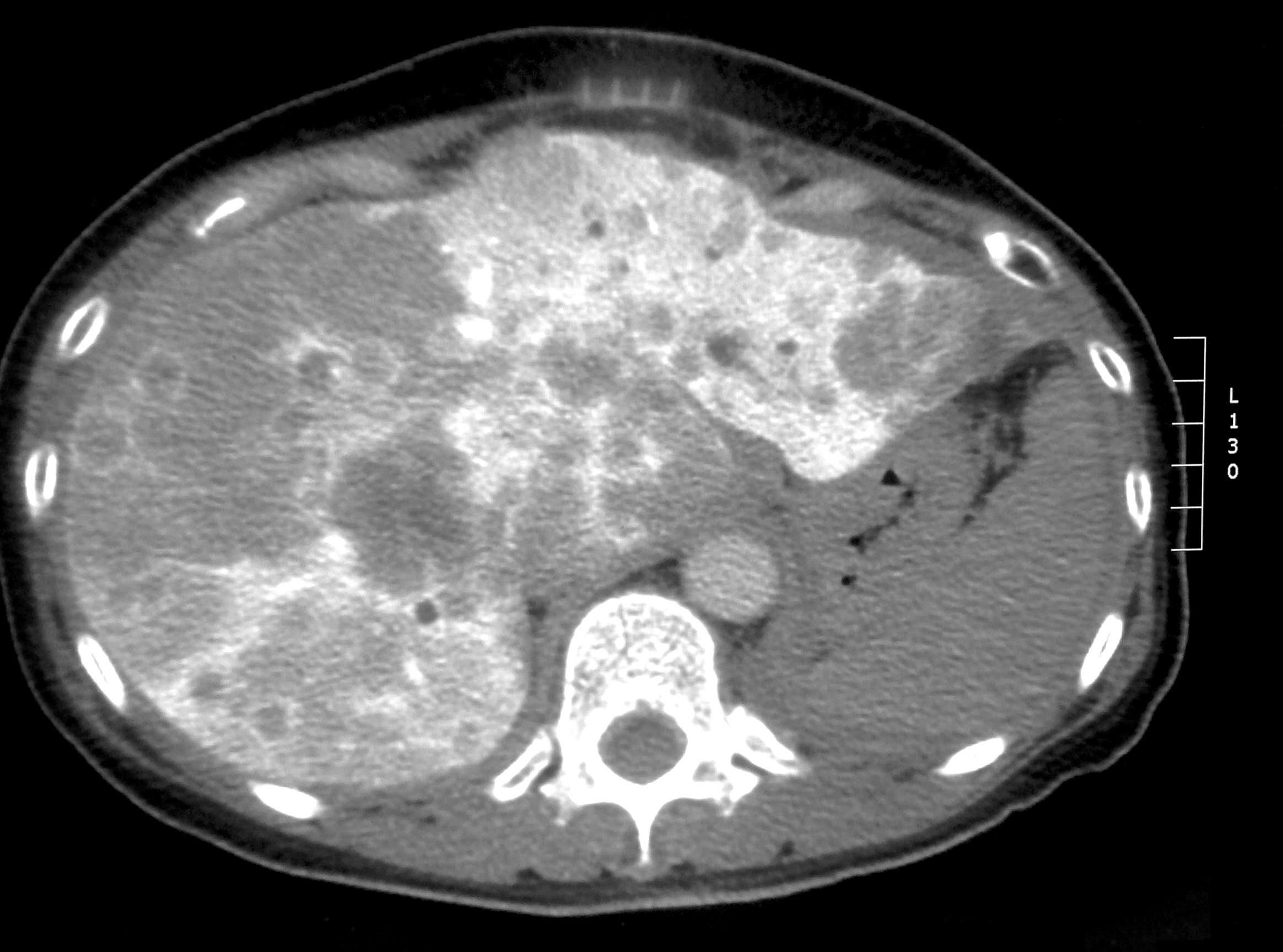
在電腦斷層攝影（CT-SCAN）可以觀察到，大腸癌經常經由肛門靜脈轉移至肝臟，在肝臟造成極大的傷害，最後嚴重威脅罹癌病患的生命，結果該病患者被診斷出直腸癌第四期。

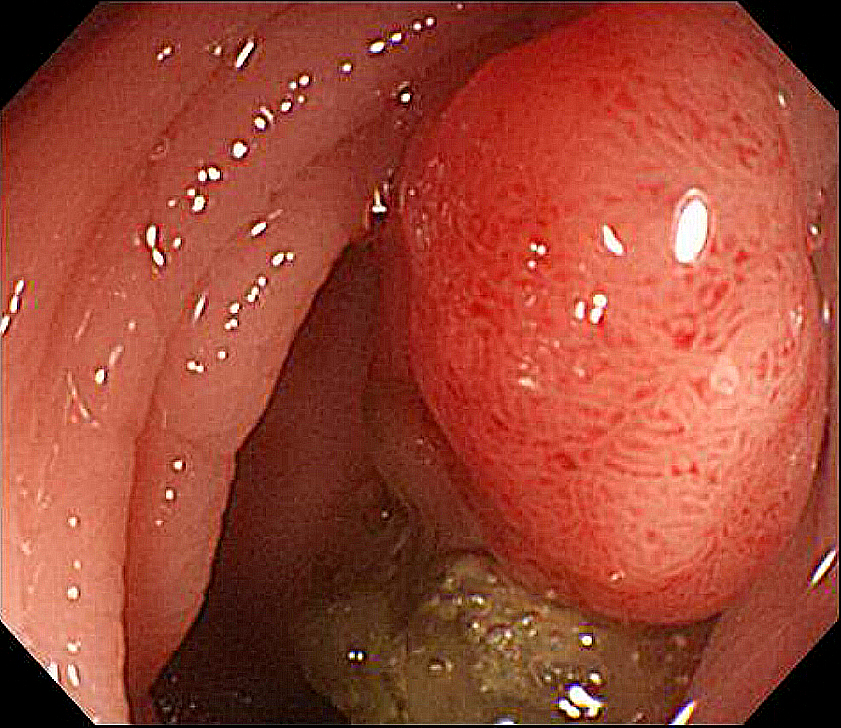
大腸腺瘤型瘜肉

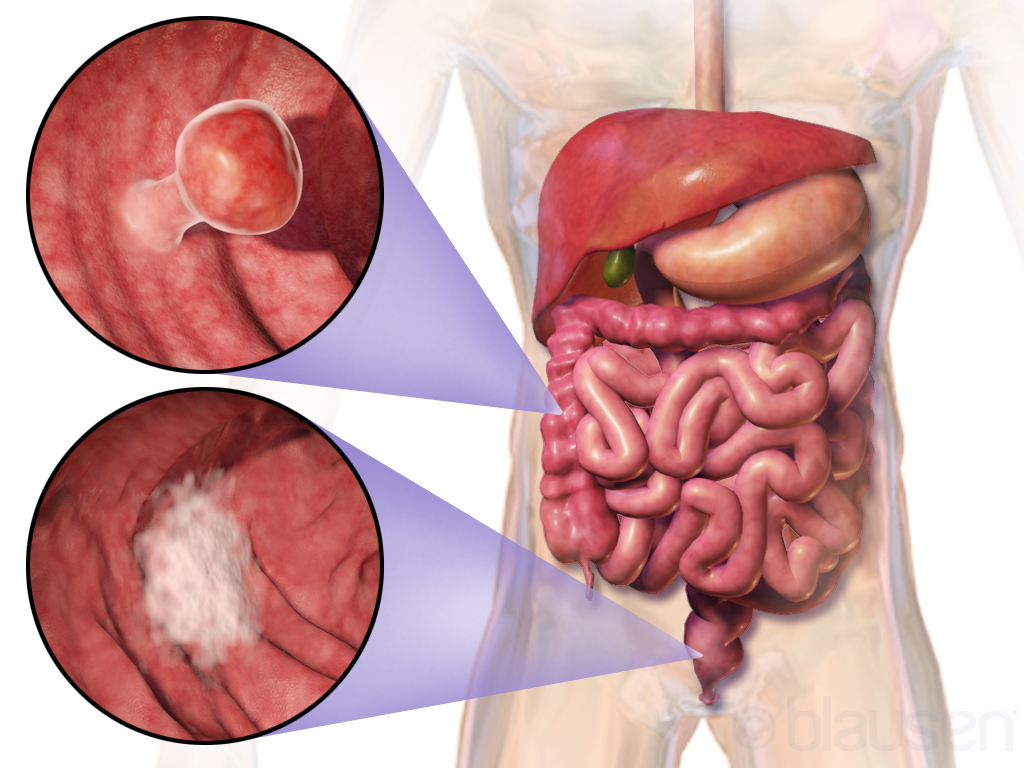
Location and appearance of two example colorectal tumors

### 分期
医学界对癌症进行分期（分级）的目的主要是有利于指导临床治疗决策以及预测病人的预后，对结肠癌分期也是一样。分期大致有3大方法：

#### 美國聯合癌症委員會（AJCC）大腸癌的分期法
- 0期：原位癌，沒有局部淋巴結之轉移，沒有遠處轉移。
- I 期：腫瘤侵犯到黏膜下層或肌肉層，沒有局部淋巴結之轉移，沒有遠處轉移。
- II 期：腫瘤侵犯穿透肌肉層至漿膜層或無腹膜覆蓋之大腸及直腸周圍組織，沒有局部淋巴結之轉移，沒有遠處轉移。
- III 期：腫瘤直接侵犯至其他器官，有局部淋巴結之轉移，但沒有遠處轉移。
- IV 期：腫瘤直接侵犯至其他器官，有局部淋巴結之轉移和遠處轉移。

#### Dukes分期法
於1932年，由病理學家Cuthbert Dukes所提出，以英文字母ABCD分別取代以羅馬數字I至IV來代表第一至第四期。
- A期是表示癌症侷限在腸道本身。
- B期表示侵犯至腸道外的脂肪組織﹐未有其它轉移。
- C期表示有了淋巴結轉移，且不論腫瘤是否以穿出腸道。
- D則代表有了遠處器官轉移。

#### Astler-Coller分期法
於1954年提出，根據Dukes分期法將B、C兩期再作進一步細分。
- B1指腫瘤侷限於固有層肌肉內側。
- B2是指腫瘤侵犯至腸壁周邊的脂肪組織。
- C1是有了淋巴結轉移，旦未侵犯腸壁外的脂肪組織。
- C2則是腫瘤有淋巴轉移而且合併侵犯到周邊的脂肪組織。

## 定期篩檢
- 無症狀的[21]61至75歲香港居民，可獲免費[22]資助篩檢。

### 台灣

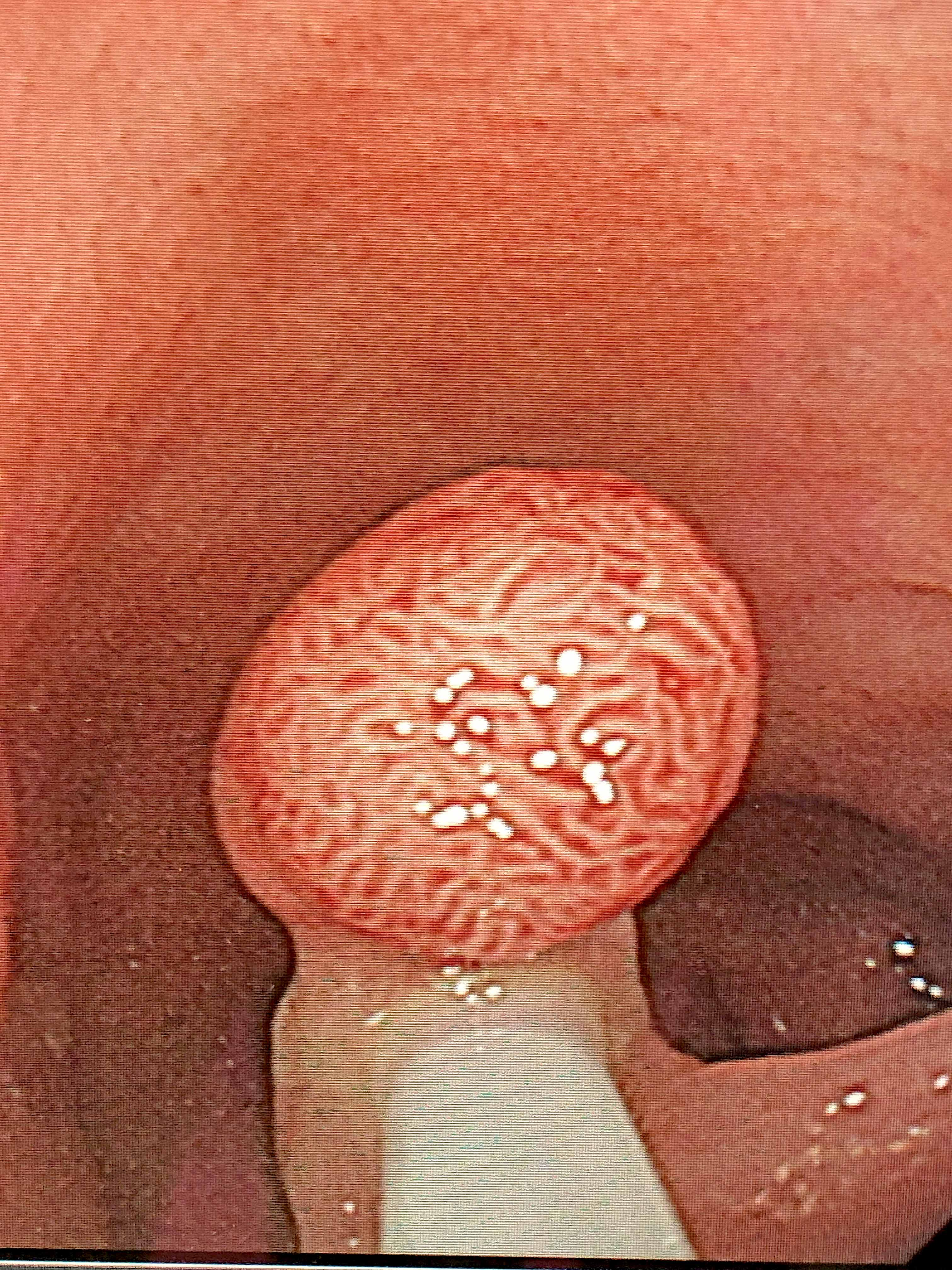
大腸鏡檢查時發現「腺瘤性息肉」，醫生準備將其電燒摘除

- 根據癌症登記年度統計顯示，大腸癌發生人數於2006年首次超越肝癌，成為發生人數為最多的癌症，同年度已增至10,248人[23]。其死亡人數自84年2,469人急昇到96年的4,470人，「標準化死亡率」上升17%。
- 台北榮民總醫院結腸直腸外科主任林楨國剖析大腸的各部位癌症發生率指出，大腸癌多發生在50至70歲，而自肓腸開始，其上方的升結腸罹癌率為15至20%，橫結腸經脾彎後是降結腸，降結腸罹癌率是8至10%，接著乙狀結腸佔20至25%，最後是直腸約佔40%左右。
- 台中榮民總醫院大腸直腸外科主任王輝明表示，常吃紅肉與燒烤且有家族史之40歲以上民眾，需定期至醫院進行糞便潛血篩檢（英语：Fecal occult blood），可降低20~30%大腸癌死亡率。但是，50至69歲以上的，得每2年作1次「大腸癌篩檢」。
- 據國健署2014年資料顯示，癌症已蟬聯多年 台灣人十大死因之首，其中大腸癌竄升最為快速，發生人數最多，每年約發生14,000人，死亡率也逐年升高，每年超過5,000人死亡，男女分別位居十大癌症發生率之第3與第2名，可見風險極高[24]。

## 外部連結
- 中的“大腸癌”
- 疾病分期（页面存档备份，存于）